# Aislados (película de 2016)
Aislados es una película documental colombiana de 2016 dirigida por Marcela Lizcano y basada en Santa Cruz del Islote, una diminuta isla ubicada en el Golfo de Morrosquillo en el Caribe colombiano donde viven 540 personas. El documental fue exhibido en importantes eventos a nivel mundial y ganó el premio a mejor documental en el Festival Internacional de Cine de Barranquilla en 2016 y el premio a mejor largometraje documental en el Festival Bogotá Audiovisual Market en 2015.

## Sinopsis
Santa Cruz del Islote es una isla de apenas una hectárea de extensión donde viven 540 personas distribuidas en 97 viviendas con una pequeña plaza y una escuelita. Sin policías y sin sacerdotes, es una comunidad que convive armoniosa pero discretamente. Ante el avance de la tecnología y la modernidad esta pintoresca comunidad debe enfrentar la amenaza del desalojo y plantearse las posibilidades de un futuro inminente que cambiará sus vidas. En el documental, algunos ilustres habitantes de la isla comparten sus impresiones y lo que piensan que les deparará el futuro.

## Reparto
- Dilfredis Cardales
- Juvenal Julio
- Samuel Castillo
- Kener Julio
- Alexander Gaspar
- Yuris Julio
- Rocío Barrio
- Darwin Olascoga
- Hoovert Carabalí